# Ronco Canavese
Ronco Canavese is een gemeente in de Italiaanse provincie Turijn (regio Piëmont) en telt 353 inwoners (31-12-2004). De oppervlakte bedraagt 96,7 km², de bevolkingsdichtheid is 4 inwoners per km².

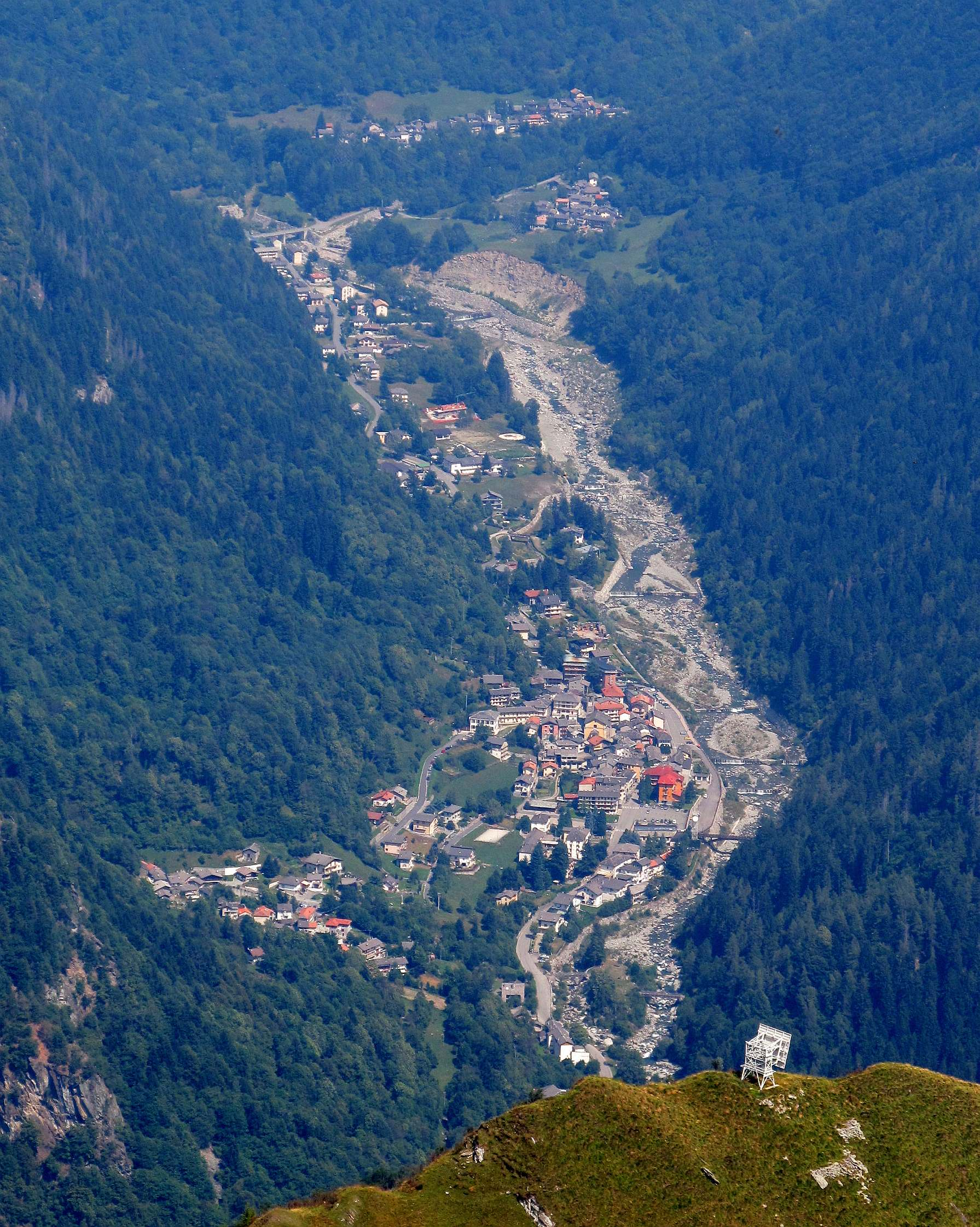
Ronco Canavese
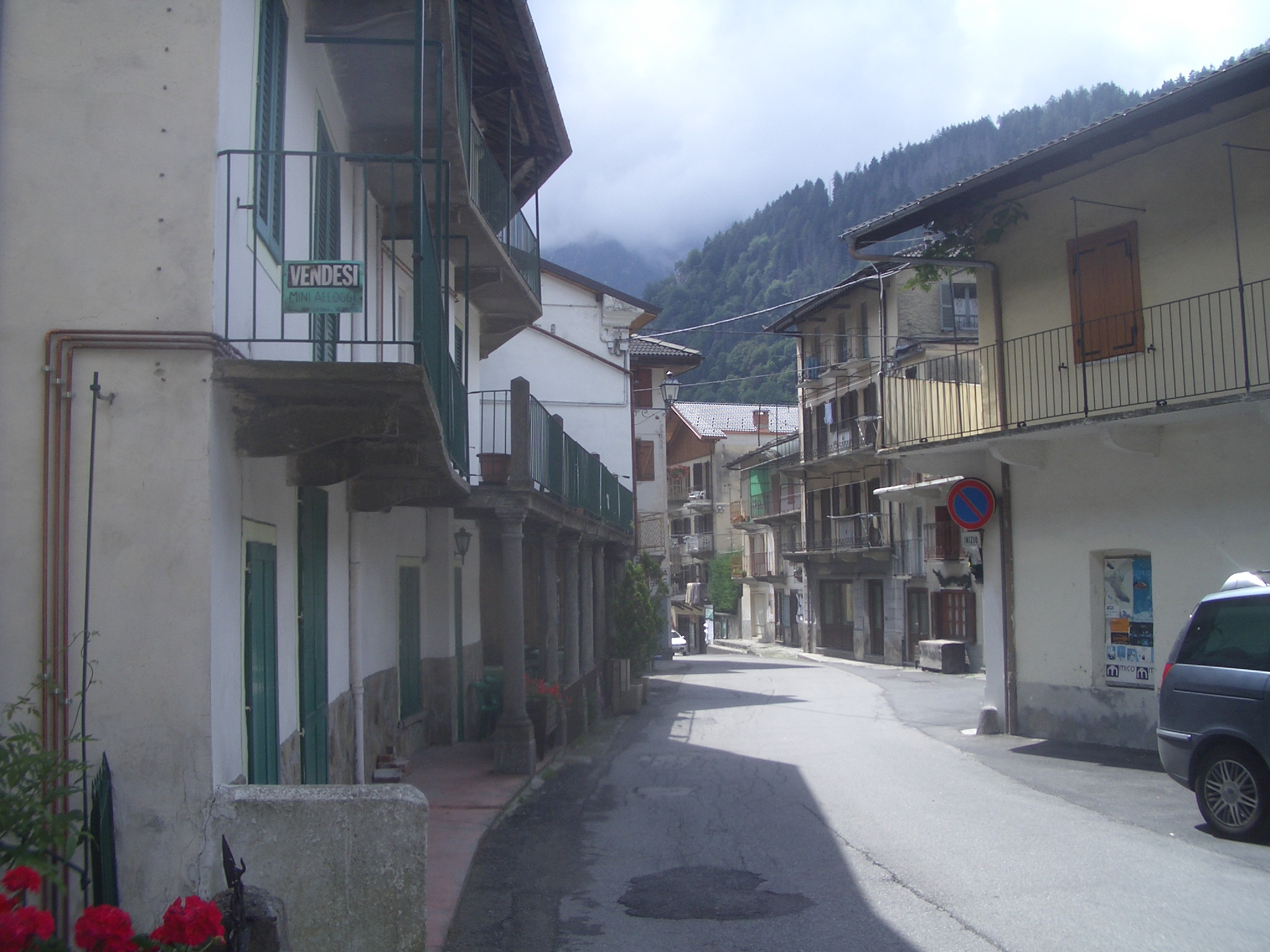
Ronco Canavese

## Demografie
Ronco Canavese telt ongeveer 204 huishoudens. Het aantal inwoners daalde in de periode 1991-2001 met 21,0% volgens cijfers uit de tienjaarlijkse volkstellingen van ISTAT.
| Jaar | Inwoneraantal |
| ---- | ------------- |
| 1991 | 477           |
| 2001 | 377           |

## Geografie
Ronco Canavese grenst aan de volgende gemeenten: Cogne (AO), Valprato Soana, Traversella, Locana, Ingria, Ribordone, Pont-Canavese, Sparone.
1. ↑  https://demo.istat.it/?l=it.